# Esarcus inexpectatus
Esarcus inexpectatus är en skalbaggsart som beskrevs av Dajoz 1964. Esarcus inexpectatus ingår i släktet Esarcus och familjen vedsvampbaggar. Inga underarter finns listade i Catalogue of Life.